# Масгрейв, Стори
Фрэнклин Стори Масгрейв (англ. Franklin Story Musgrave; род. 19 августа 1935, Бостон) — американский врач и бывший астронавт НАСА. Принимал участие в шести полётах. Астронавт Фрэнклин Стори Масгрейв был единственным астронавтом, который совершил полёты на всех пяти построенных челноках. Имя внесено в Зал славы американских астронавтов.

## Биография
Родился 19 августа 1935 года в Бостоне, штат Массачусетс, но считает Лексингтон, штат Кентукки, своим родным городом. В 1953 году окончил школу Святого Марка в Саутборо, штат Массачусетс; получил степень бакалавра наук по математике и статистике в Сиракузском университете в 1958 году, степень магистра делового администрирования в области анализа операций и компьютерного программирования в Калифорнийском университете в Лос-Анджелесе в 1959 году, степень бакалавра гуманитарных наук по химии в Мариеттском колледже в 1960 году. Степень доктора медицины в Колумбийском университете в 1964 году, магистра естественных наук в области физиологии и биофизики в Университете Кентукки в 1966 году и магистра гуманитарных наук в Университете Хьюстона в 1987 году.

## Космические полёты
В качестве специалиста полёта Фрэнклин Масгрейв стал участником шести миссий:
- Порядковый номер — 117 (54);
- Количество — 6;
- Продолжительность — 53 суток 10 часов 4 минуты 45 секунд;
- Выходов в открытый космос — 4[2];
- Продолжительность работ в открытом космосе — 25 часов 52 минуты.

1. STS-6 — первый полёт, с 4 по 9 апреля 1983 года в качестве специалиста.
2. STS-51F — второй полёт, с 29 июля по 6 августа 1985 года в качестве специалиста;
3. STS-33 — третий полёт, с 23 по 28 ноября 1989 года в качестве специалиста;
4. STS-44 — четвёртый полёт, с 24 ноября по 1 декабря 1991 года в качестве специалиста;
5. STS-61 — пятый полёт, с 2 по 13 декабря 1993 года в качестве специалиста.
6. STS-80 — шестой полёт, с 19 ноября по 7 декабря 1996 года в качестве специалиста. 61-летний Стори Масгрейв оказался самым старым астронавтом, который полетел в космос до полёта 77-летнего Дж. Гленна в октябре-ноябре 1998 года.

Фрэнклин Масгрейв совершил четыре выхода в открытый космос: один во время STS-6 06.04.1983, продолжительностью 3 часа 50 минут и три в STS-61: 5 декабря — продолжительностью 7 часов 54 минуты, 7 декабря — продолжительностью 6 часов 47 минут, 12 декабря — продолжительностью 7 часов 21 минута.